# Semnal analogic
Un semnal analogic este orice semnal continuu pentru care caracteristica de variație în timp reprezintă o altă cantitate variabilă în timp, adică analogă cu un alt semnal care variază în timp. De exemplu, într-un semnal audio analog, tensiunea instantanee a semnalului variază continuu cu presiunea undelor sonore.
În schimb, un semnal digital reprezintă cantitatea originală care variază în timp ca o secvență eșantionată de valori cuantificate. Acest lucru impune anumite constrângeri de lățime de bandă și interval dinamic asupra reprezentării semnalului, dar, spre deosebire de semnalul analogic, poate evita zgomotul electronic și distorsiunile  suplimentare.
Termenul de semnal analogic se referă de obicei la semnale electrice; cu toate acestea, sistemele mecanice, pneumatice, hidraulice și alte sisteme pot, de asemenea, să transmită sau să fie considerate semnale analogice.
Comunicația analogică reprezintă transmiterea informațiilor folosind tehnici cu semnale continue, nediscrete, tranzitorii, prin intermediul telefonului, radioului și al televiziunii. Inițial toate comunicațiile telefonice și radio, cât și televiziunea funcționau cu tehnici analogice. Acest fel de comunicație nu necesită utlilizarea de coduri în sistemul binar, ca în comunicația digitală.